# Elezioni presidenziali negli Stati Uniti d'America del 1884
Le elezioni presidenziali statunitensi del 1884 furono le venticinquesime della storia degli Stati Uniti, e si tennero il 4 novembre. Furono caratterizzate da un elevato livello di acrimonia personale tra i candidati. Il governatore di New York Grover Cleveland, democratico, sconfisse di misura il senatore repubblicano James Blaine del Maine e divenne il primo Democratico eletto presidente dall'elezione del 1856, prima della guerra di secessione. Lo Stato di New York decise l'elezione, premiando il governatore Cleveland con i 36 elettori statali, con un margine di appena 1047 voti su 1.167.003 espressi.

## Contesto

### Candidature

#### Partito Repubblicano
Alla convenzione repubblicana, riunita a Chicago, i tre principali aspiranti alla candidatura presidenziale erano James G. Blaine del Maine, senatore ed ex presidente della Camera dei rappresentanti, il presidente in carica Chester Arthur, e il senatore del Vermont George F. Edmunds. Il primo scrutinio vide Blaine in testa, seguito da Arthur e poi da Edmunds. Nelle votazioni successive Blaine accrebbe il suo vantaggio, e alla quarta ottenne la maggioranza assoluta, e con essa la candidatura. Dopo aver eletto Blaine, la convenzione scelse il senatore dell'Illinois John A. Logan come candidato alla vicepresidenza.
Il generale William Tecumseh Sherman (che era stato uno dei principali capi militari durante la guerra di secessione) era considerato un possibile candidato repubblicano, ma rifiutò di essere preso in considerazione, pronunciando quella che è divenuta nota come la promessa di Sherman: "Se chiamato, non correrò; se scelto, non accetterò; se eletto, rinuncerò".

#### Partito Democratico
La convenzione democratica (anch'essa tenuta a Chicago) elesse come candidato alla presidenza il governatore dello Stato di New York Grover Cleveland, che prevalse su vari altri esponenti del partito che avevano già aspirato alla candidatura presidenziale in passato (tra essi vi erano Thomas F. Bayard, Thomas A. Hendricks, Allen G. Thurman, e Samuel J. Randall). Hendricks tuttavia fu scelto per la candidatura alla vicepresidenza. La convenzione scelse Cleveland in parte per il fatto che l'ala riformatrice del partito repubblicano (i mugwump) si opponeva a Blaine per la sua dubbia moralità pubblica, e appariva disposta a sostenere un democratico onesto.

#### PartitoGreenback
Il Greenback Labor Party cambiò il proprio nome in Greenback Party e scelse Benjamin Franklin Butler, il governatore del Massachusetts che era stato un discusso comandante militare durante la guerra di secessione, e il generale confederato Absolom M. West per la vicepresidenza.

#### Partito Proibizionista
I candidati proibizionisti furono John St. John per la presidenza e William Daniel per la vicepresidenza. Il loro programma chiedeva che le bevande alcoliche fossero messe fuorilegge.

### Campagna elettorale
La campagna elettorale fu caratterizzata dalla questione del carattere dei candidati. Il repubblicano Blaine non era riuscito a ottenere la candidatura nelle due precedenti elezioni a causa dello scandalo provocato dalle "lettere di Mulligan". Scoperte da un contabile di Boston, James Mulligan, esse dimostravano che Blaine, in cambio di denaro, aveva favorito gli interessi di varie aziende private (ad esempio, aveva ricevuto 110.150 dollari da una società ferroviaria per garantirle, tra l'altro, l'assegnazione di terreni federali). I democratici e alcuni gruppi di repubblicani ostili a Blaine per questo lo attaccarono senza risparmiarsi. Cleveland, d'altra parte, era noto come "Grover il buono" per la sua onestà; nei tre anni precedenti era stato sindaco di Buffalo e poi governatore di New York, combattendo con successo la corruzione dell'apparato democratico della Tammany Hall che dominava la politica della città.
Fu dunque una grande sorpresa quando, il 21 luglio, il Buffalo Evening Telegraph rese noto che Cleveland aveva avuto un figlio fuori dal matrimonio, che il bambino era stato mandato in un orfanotrofio e che la madre era stata internata in un manicomio. Cleveland e i suoi consiglieri valutarono che il miglior modo per affrontare lo scandalo fosse la sincerità: ammisero quindi che Cleveland aveva avuto un "legame illecito" con la donna, che essa aveva dato alla luce un figlio al quale era stato dato il cognome di Cleveland. Misero in risalto il fatto che non era certo che Cleveland fosse il padre, e sostennero che, assumendosi la responsabilità del bambino e trovandogli una sistemazione, egli non aveva fatto altro che il suo dovere. Infine dimostrarono che la madre non era stata costretta in manicomio, ma era irreperibile. I sostenitori di Blaine condannarono Cleveland con forza; ma la difesa di Cleveland si rivelò efficace e nessuno dei due candidati riuscì ad acquisire un netto vantaggio sull'altro. Di fatto, molti repubblicani riformatori (i mugwump), disgustati dagli scandali di Blaine, si impegnarono per favorire l'elezione di Cleveland.
Nell'ultima settimana della campagna, Blaine subì un colpo forse decisivo. Alcuni predicatori newyorchesi, durante un incontro con Blaine, tennero un discorso che criticava i mugwump. Il loro portavoce, il reverendo Samuel Burchard, concluse con questa affermazione: "Noi siamo repubblicani, e non proponiamo di abbandonare il nostro partito e di identificarci con il partito i cui antecedenti sono il rum, il papismo e la ribellione". Né Blaine né i giornalisti presenti notarono l'insulto anticattolico, ma un attivista democratico lo fece, e la campagna di Cleveland lo pubblicizzò ampiamente. Di conseguenza il voto cattolico nella città di New York si spostò su Cleveland, e Blaine perse lo Stato (e l'elezione) con un margine ristrettissimo.

## Risultati
| Candidati                     | Candidati                | Partiti                 | Voti       | %     | Delegati |
| Presidente                    | Vicepresidente           | Partiti                 | Voti       | %     | Delegati |
| ----------------------------- | ------------------------ | ----------------------- | ---------- | ----- | -------- |
| Grover Cleveland (NY)         | Thomas A. Hendricks (IN) | Partito Democratico     | 4 874 621  | 48,50 | 219      |
| James G. Blaine (ME)          | John A. Logan (IL)       | Partito Repubblicano    | 4 848 936  | 48,25 | 182      |
| Benjamin Franklin Butler (MA) | Absolom M. West (MS)     | Greenback/Anti-Monopoly | 175 096    | 1,74  | –        |
| John St. John (KS)            | William Daniel (MD)      | Partito Proibizionista  | 147 482    | 1,47  | –        |
| Altri candidati               | -                        | -                       | 3 619      | 0,04  | –        |
| Totale                        | Totale                   | Totale                  | 10 049 754 | 100   | 401      |

- Fonti: voto popolare: 1884 Presidential Election Results; voto elettorale: Electoral College Box Scores 1789–1996

### Fonti primarie
- The Republican Campaign Text Book for 1884, Republican Congressional Committee, 1882.